# Како је настала песма Santa Maria della Salute Лазе Костића
Како је настала песма Santa Maria della Salute Лазе Костића је стручна монографија аутора Милана Степановића, објављена 2022. године у издању Удружења грађана "Норма" и Градске библиотеке "Карло Бијелицки" из Сомбора.

## О аутору
Милан Степановић (1961) српски је завичајни историчар и публициста, издавач и уредник из Сомбора који је, као аутор, објавио или приредио преко тридесет монографија и књига из просветне, културне, црквене и урбане прошлости Сомбора и Војводине.

## О књизи
Како је настала песма Santa Maria della Salute Лазе Костића је монографија која историјски документовано и објективно указује на све сегменте настанка најпознатије песме Лазе Костића, по многима и најлепше песме српске љубавне лирике. Књига је лишена често коришћених површних мистификација и сентиментализма у разматрању настанка песме.
Аутор је у њој сажето приказао личност Лазе Костића, његов књижевни и друштвени рад, као и прилике у којима је живео и деловао. Књига се затим бави свим димензијама настанка “лабудове” песме на основу песникове преписке, тајних записа песникових снова, изворног рукописа песме, објављених и необјављених сведочанства савременика, као и бројних интерпретација овог поетског дела, које је једно од најтумаченијих у српској књижевности. Степановић је са овом књигом разоткрио чудесну поетску алхемију настанка велике песме која читаоца уводи у најпосвећенији део тајне њеног рађања.
Књига је великог формата, тврдих корица, штампана ћириличним писмом, на 132 стране, у пуном колору и на најквалитетнијој кунстдрук хартији, и богато је илустрована.
Промоција монографије уприличена је поводом прославе Дана града Сомбора, 16. фебруара 2023. године, у Свечаној сали зграде „Жупаније“.